# Терець (канонерський човен)
| «Терець» (канонерський човен) |                                 |
| ----------------------------- | ------------------------------- |
| Виробник                      | «РОП і Т», Севастополь, Україна |
| Дата укладання виробництва    | 1886 р. (18 травня)             |
| Дата спуску на воду           | 1887 р. (27 серпня)             |
| Введений у стрій              | лютий 1888 р. ЧФ РІ             |
| Введений у стрій ВМС України  | листопад 1918 року              |

| Технічні характеристики |                                           |
| ----------------------- | ----------------------------------------- |
| Водотонтажність (т)     | 1280                                      |
| Довжина                 | 67,2 м.                                   |
| Ширина                  | 12,2 м.                                   |
| Осідання                | 3,7 м.                                    |
| Швидкість повного ходу  | 13 вузлів                                 |
| Дальність плавання      | 2100 миль при 6 вузлах                    |
| Силова установка        | 2 горизонтал. парові маш. подвій. розшир. |
| Котли к-сть             | 4 (2 гвинти)                              |
| Потужність              | 1657 к.с.                                 |
| Екіпаж                  | 137 чоловік                               |

Терець ― канонерський човен Чорноморського флоту РІ, ВМС УНР та ВМФ СРСР. Корабель замовлений в рамках суднобудівної програми 1895 року на севастопольському заводі «РОП і Т».
Озброєння: 2х1 152 мм, 1 120 мм, 2х1 75 мм і 4х 1 47 мм гармати, 2х1 7,62 мм кулемети.
Після відновлення незалежності України в 1917 році, корабель входить до складу ВМС Української Народної Республіки та Української Держави.
В 1920 році був захоплений та увійшов до складу Морських сил Чорного Моря Радянської Росії.
В 1931 році була роззброєна та використовувалася як плавучий склад-майстерня.